# Cerkiew św. Archanioła Michała w Wielopolu
Cerkiew św. Archanioła Michała w Wielopolu – parafialna cerkiew greckokatolicka pw. św. Michała Archanioła w Wielopolu w dekanacie sanockim w Archieparchii przemysko-warszawskiej.

## Historia
Według miejscowej tradycji już Kazimierz Wielki jadący z wyprawą wojenną na Ruś Czerwoną miał ujrzeć małą drewnianą cerkiew oraz pustelnię na wielopolskim wzgórzu. Pierwsza wzmianka o cerkwi na Wielopolu pochodzi z roku 1482, kolejno wzmiankowana w 1761 roku. W 1865 roku drewnianą cerkiew rozebrano z powodu starości, nie wiadomo jednak czy była to ta sama z XV stulecia. Co najmniej od 1784 r. cerkiew wielopolska podlegała parafii greckokatolickiej w Tarnawie Górnej w ramach dekanatu leskiego.
Nowa murowana cerkiew, której budowę ukończono w 1939 roku powstała z datków miejscowej społeczności obu obrządków. Wydatny wkład finansowy wniosła też liczna wielopolska diaspora z Nowego Jorku. Wybuch II wojny światowej i jej następstwa spowodowały, że cerkiew nie została ukończona i urządzona. Ostatnim proboszczem przed wysiedleniami był ks. Emil Perweneć. Po 1947 roku świątynia nie była użytkowana. W latach 60. XX wieku znalazła się w rękach nielicznych tu wyznawców prawosławia. W 1991 roku oddana grekokatolikom i wyremontowana przez ks. Jana Łajkosza. W 1993 roku z datków miejscowej społeczności pokryta została nowym dachem, otynkowana i ostatecznie ukończona po przeszło 50-letniej przerwie. Na pobliskiej lipie zawieszono dzwon.
W 2003 roku cerkiew przejęta na własność od Skarbu Państwa przez Kościół Greckokatolicki. Oficjalna nazwa umieszczona na tabliczce informacyjnej przy wejściu do świątyni brzmi Cerkiew greckokatolicka Soboru Arcystratega Michała w Wielopolu. 

## Opis
Obecna świątynia, murowana z 1939 roku, postawiona jest na planie krzyża greckiego, zwieńczona kopułą w części centralnej. W jej wnętrzu do lat 80. XX wieku znajdowały  się m.in. fragmenty ołtarzy z końca XVIII wieku, przenośny ołtarzyk z rzeźbą Matki Boskiej z Dzieciątkiem z XX wieku, rokokowy obraz Zwiastowania NMP z XVIII w., a także namalowany w 1900 roku przez sanockiego malarza Kazimierza Lisowskiego obraz Michała Archanioła. W 1988 roku wszystkie ikony zostały skradzione przez nieznanych sprawców. W cerkwi nigdy nie było i nie ma ikonostasu. Na południe od cerkwi znajduje się dawny cmentarz parafialny.

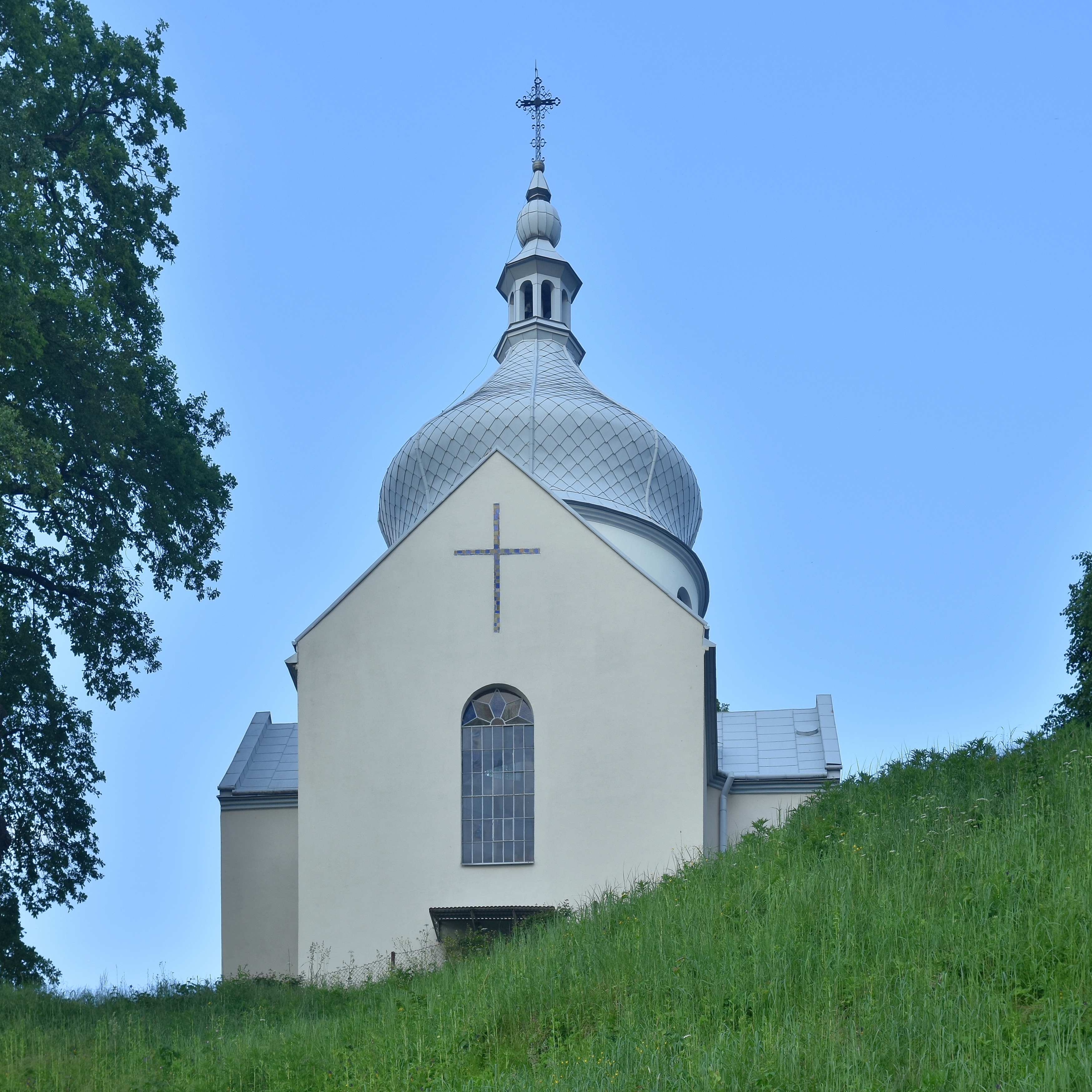
Elewacja boczna
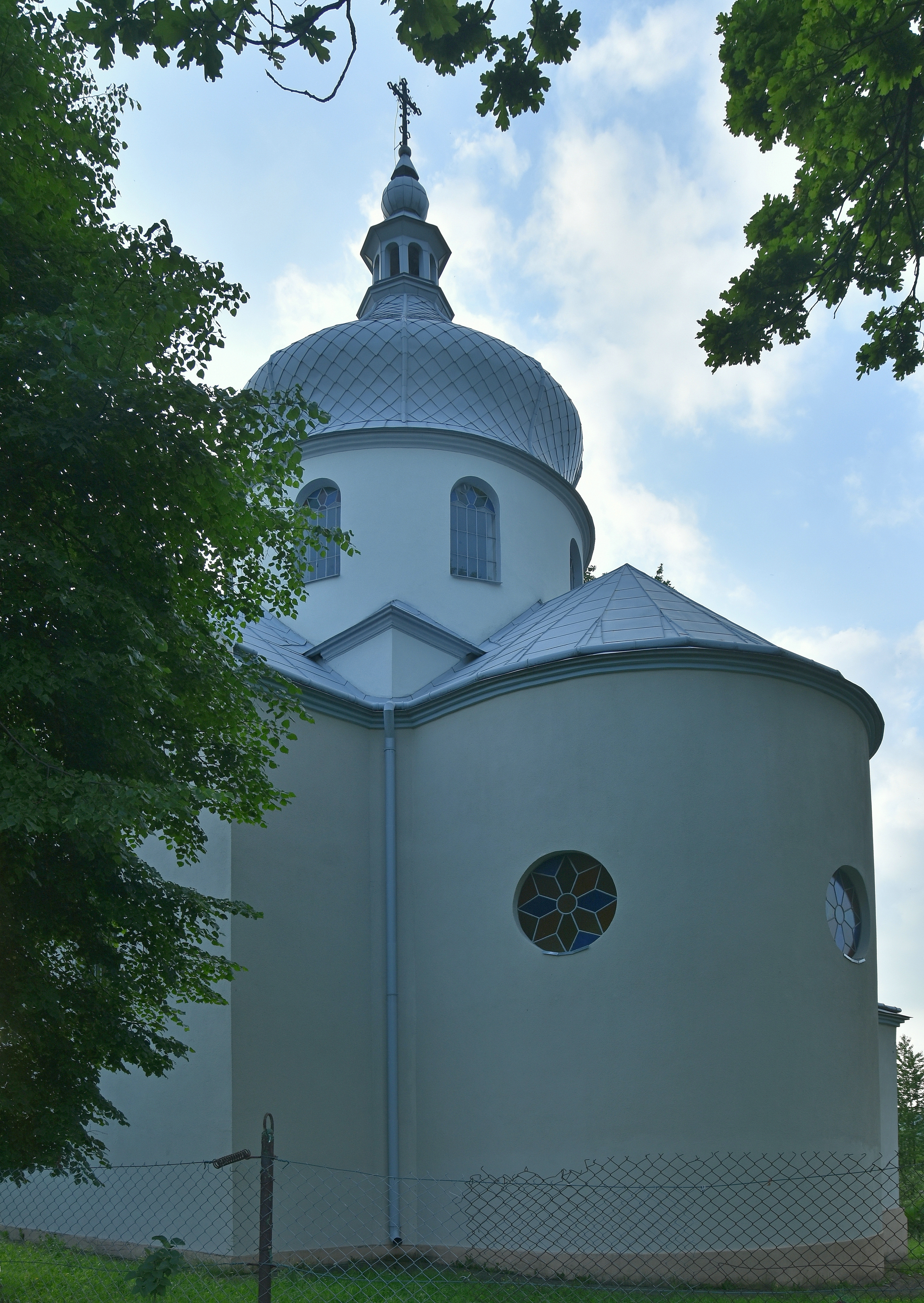
Widok od strony prezbiterium
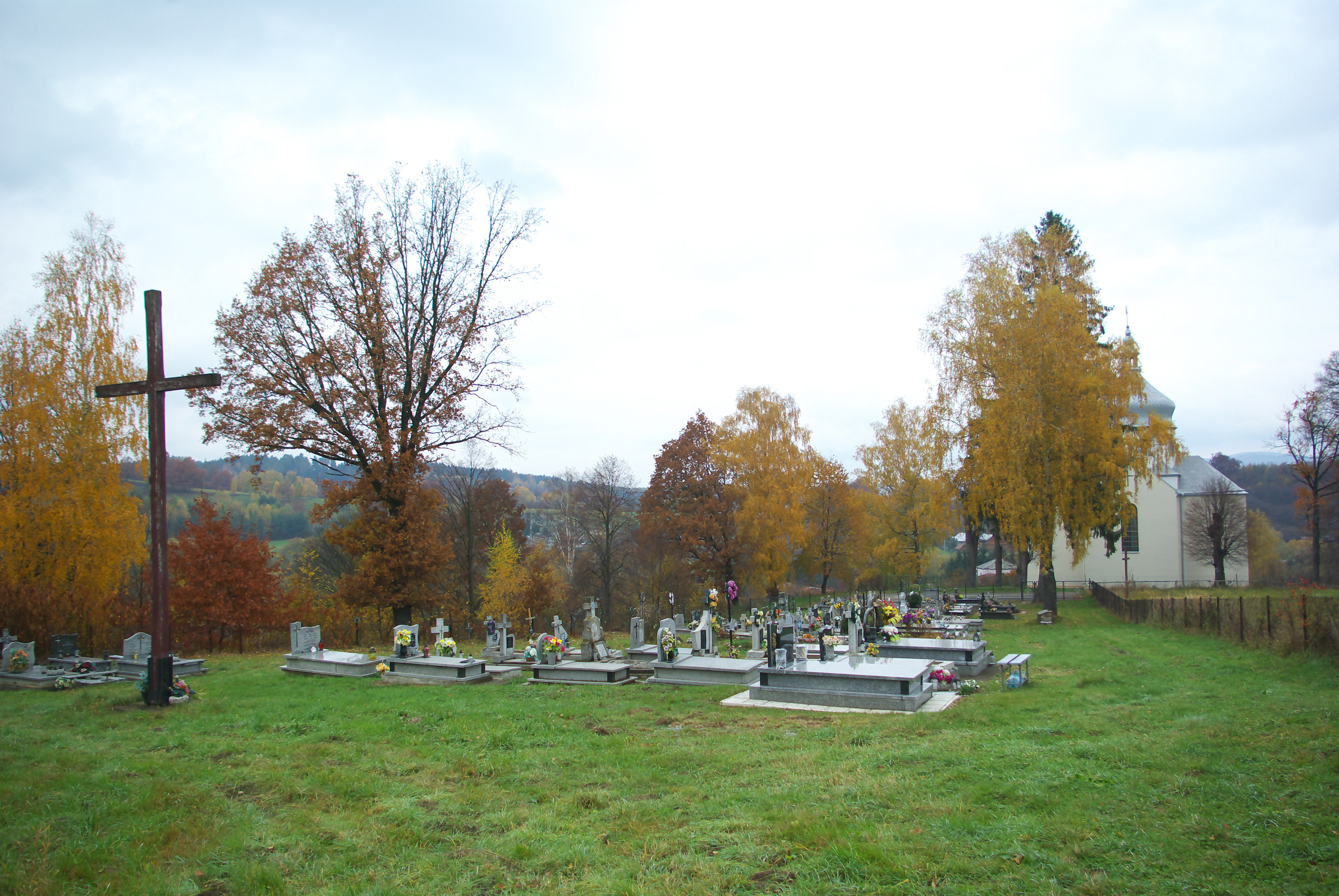
Widok ogólny z cmentarzem